# Benno Kaminski
Benno Bernhard Paul Kaminski (* 10. Juli 1924 in Altona bei Hamburg, Deutsches Reich; † 5. Juli 1990 in Hamburg) war ein deutscher Aufnahmeleiter, Filmproduktionsleiter und Filmproduzent.

## Leben und Wirken
Der Sohn des Hamburger Fuhrunternehmers Johannes Kaminski und seiner Frau Martha, geb. Schlagowski, besuchte eine Handelsschule und durchlief eine Lehre als Maschinenschlosser, ehe er 1942 zur Wehrmacht eingezogen wurde. Kaminski diente bis Kriegsende 1945, konnte aber bald in das Zivilleben zurückkehren und fand bereits 1946 eine Einstellung als Aufnahmeleiter beim Film. Zunächst überwiegend für die Hamburger Real-Film Walter Koppels und Gyula Trebitschs aktiv, arbeitete Kaminski in den 1950er Jahren primär mit dem Kollegen Richard Oehlers zusammen. 
Beginnend mit Georg Jacobys Militärlustspiel Zu Befehl, Frau Feldwebel!, wurde Benno Kaminski ab 1956 als Produktionsleiter eingesetzt, in den Jahren 1957 bis 1961 diente er auch als Produktionsassistent bei Filmen wie Banktresor 713, Der Fuchs von Paris, Der Greifer und Das Wunder des Malachias. Seit den frühen 1960er Jahren fand Benno Kaminski kam mehr Beschäftigung beim Kinofilm und übte fortan, gelegentlich auch als Produzent, seinen Beruf bei Fernsehproduktionen aus. Hier kam er vor allem bei Unterhaltungsshows, etwa mit Peter Alexander und Hans Rosenthal, zum Einsatz.
Kaminski war mit der Cutterin Helga Kaminski verheiratet und hatte mit ihr ein Kind.

## Filmografie
als Produktions-, Herstellungsleiter oder Filmproduzent, wenn nicht anders angegeben
- 1956: Zu Befehl, Frau Feldwebel!
- 1957: Blaue Jungs
- 1957: Es wird  alles wieder gut
- 1957: Die Beine von Dolores
- 1958: Der Maulkorb
- 1958: Schwarzwälder Kirsch
- 1959: Der blaue Nachtfalter
- 1959: Der lustige Krieg des Hauptmann Pedro
- 1960: Ich zähle täglich meine Sorgen
- 1962: Das Feuerschiff
- 1964: Nebelmörder
- 1968: Die ungarische Hochzeit
- 1970: Jakob von Gunten (auch Filmrolle)
- 1975: Treffpunkt Herz (TV-Show)
- 1980: Rate mal mit Rosenthal (TV-Show)
- 1982: Nordlichter: Geschichten zwischen Watt und Weltstadt